# Dryinus striatus
Dryinus striatus (лат.) — вид ос рода Dryinus из семейства Dryinidae (Dryininae). Южная Америка: Бразилия, Венесуэла, Колумбия, Панама, Парагвай, Французская Гвиана, Эквадор.

## Описание
Относительно крупные осы-дрииниды, длина тела 5,0—10,8 мм (самки), 4,4 мм (самец). Это один из крупнейших наряду с Dryinus harpax, Dryinus kimseyae  и Dryinus cerdani видов семейства). Голова чёрная, за исключением мандибул, наличника, вентральной стороны и передняя часть лица (больше вдоль орбит), которые жёлтые; изредка голова с одной жёлтой срединной лобной полосой; иногда голова бурая, кроме чёрной вершины; иногда голова с вентральной стороной бурая, а дорсальная сторона чёрная, кроме буроватых мандибул, наличника, переднего края лица, гены, полосы вдоль орбит и срединной лобной полосы; антенны отсутствуют у голотипа L. striatus; у других экземпляров антенны бурые (у голотипа D. sinopensis).
Грудь: мезосома чёрная, кроме красноватого заднего воротничка и боковых краёв переднеспинки); иногда пронотум полностью бурый или с двумя коричневыми пятнами на латеральных областях; иногда проплеврон бурый, а переднеспинка чёрная, кроме диска и пронотального бугорка; метасома коричнево-красноватая; ноги бурые. Голова матовая, гранулированная и сетчато-шершавая, с немногими или многочисленными продольными килями на лице; затылочный киль неполный, присутствует только позади и по бокам глазничного треугольника, не достигая глаз латерально; задние глазницы касаются затылочного киля. Пронотум блестящий, боковые области не скульптурированы, с многочисленными килями вокруг диска, пересечёнными двумя сильными поперечными вдавлениями; диск горбатый; задний воротничок короткий или нечёткий; передний воротничок длинный; пронотальный бугорок не достигает тегула, примерно вдвое длиннее расстояния между тегулом и бугорком. Скутум и скутеллюм блестящие, полностью скульптурированы множеством продольных килей. Нотаули полные, но едва различимы среди продольных килей. Метанотум гранулированный, или пунктированный и нескульптурированный среди точек. Проподеум с дорсальной поверхностью сетчато-шероховатой или скульптурированной многими продольными килями; задняя поверхность сетчато-шероховатая, с двумя продольными килями.
Переднее крыло с двумя тёмными поперечными полосами; дистальная часть стигмальной жилки немного короче (19:20) или немного длиннее проксимальной части (16:15). Увеличенный коготь с одним очень большим и длинным субдистальным зубцом и одним рядом из 9—11 ламелл. Сегмент 5 протарсуса с двумя рядами из 27—32 ламелл; дистальная вершина очень крупная, содержит примерно 28—50 ламелл. Средние ноги с одной шпорой (формула шпор: 1/1/2). Крылья в своём основании имеют 3 замкнутые ячейки (C, R, 1Cu). Нижнечелюстные щупики состоят из 6, а нижнегубные — из 3 члеников (формула щупиков: 6,3). Предположительно, как и другие виды своего рода эктопаразитотиды и хищники цикадок. У самок на передних лапках есть клешня для удерживания цикадок, в тот момент, когда они их временно парализуют и откладывают свои яйца. На коготке клешни имеется одна длинная щетинка. Вид был впервые описан в 1927 году. Включён в 1-ю видовую группу Dryinus. Валидный статус был подтверждён в 2014 году в ходе обзора фауны Неотропики итальянским гименоптерологом Массимо Ольми (Massimo Olmi; Tropical Entomology Research Center, Витербо, Италия) и аргентинским энтомологом Эдуардо Вирла (Eduardo Virla; CONICET, Inst. of Entomology, Fund. M. Lillo, Сан-Мигель-де-Тукуман, Тукуман, Аргентина).